# Upplands runinskrifter 51
Runinskrift U 51 är en runsten som tidigare stått vid Drottningholms ladugård i Lovö socken och Ekerö kommun i Uppland. Stenen är numera försvunnen. Den har försvunnit någon gång efter mitten på 1800-talet. Enligt en uppgift från 1872 har den sprängts sönder. Stenen ska ha varit ungefär 2,4 meter hög och 0,8 meter bred.

## Stenen
Stenens ornamentik går i utpräglad Urnesstil och består av en rundrake som biter sig själv i svansen. Inom djurets runslinga är ett kattliknande fyrfotadjur i profilerad stil, likaså är ett sådant djur placerat utanför slingan i stenens övre del. Djuren är vända åt olika håll. 
Ristaren torde av stilen att döma vara Ärnfast och stilistiskt påminner den om U 79.

## Inskriften
Translitterering av runraden:
[ikulbiarn : ok · uibiarn : ok : hukbiarn : raistu : stain : at : guba : faþur : sin · onr +]
Normalisering till runsvenska:
Igulbiorn ok Vibiorn ok Hugbiorn ræistu stæin at Gubba, faður sinn. onr.
Översättning till nusvenska:
Igelbjörn och Vibjörn och Hugbjörn reste stenen efter Gubbe, sin fader.